# Syndicate Wars
Syndicate Wars è un videogioco del tipo sparatutto strategico prodotto dalla Bullfrog Productions nel 1996 per MS-DOS e nel 1997 per PlayStation. Questo fu l'ultimo titolo della serie di Syndicate. Il gioco utilizzò la grafica tridimensionale per le missioni in sostituzione della grafica bidimensionale utilizzata negli altri episodi.

## Trama
Il videogioco è ambientato 95 anni dopo la fine dell'espansione American Revolt: l'Eurocorp Syndicate esercita il suo controllo politico, economico e militare sull'intera Terra tramite l'utilizzo di intelligenze artificiali comandate tramite una rete globale.
Il gioco, nell'introduzione, mostra che il controllo della Eurocorp Syndicate viene messo in crisi da un virus chiamato Harbinger; questo virus, diffusosi tramite la rete globale, ha già infettato molti cittadini: esso interferisce con gli impianti di controllo mentali e permette ai cittadini di vedere com'è il mondo reale; molti cittadini, in seguito a ciò, si organizzano in gruppi armati e scatenano delle insurrezioni, le quali, insieme all'effetto del virus, mettono fuori uso la rete globale isolando le intelligenze artificiali che controllavano i territori. Il quartier generale di Londra decide di riportare l'ordine e di ristabilire il controllo del mondo tramite l'utilizzo di una squadra di agenti armati.
L'obiettivo principale del giocatore è affrontare e sconfiggere la Chiesa della Nuova Epoca, un culto nato per contrastare il sindacato e responsabile dello sviluppo e della diffusione del virus. Il giocatore deve inoltre affrontare e sconfiggere i gruppi di resistenza armata organizzati dai cittadini e le stesse intelligenze artificiali che senza controllo sviluppano strategie indipendentiste, creando proprie alleanze per contrastare il sindacato.
Da notare che sia il sindacato che la Chiesa della Nuova Epoca perseguono gli stessi obiettivi, utilizzando strategie simili: anche la Chiesa della Nuova Epoca fa uso del controllo della mente e di gruppi di fuoco per le sue missioni; è possibile giocare sia schierandosi con l'Eurocorp Syndicate che con la Chiesa della Nuova Epoca.

## Sviluppo
Il motore grafico utilizzato in Syndicate Wars è una versione modificata di quello utilizzato in Magic Carpet. Venne a sua volta riutilizzato in Dungeon Keeper.